# Маки, Джейми
Джеймс Чарльз «Джейми» Маки (англ. James Charles "Jamie" Mackie; род. 22 сентября 1985, Доркинг, Суррей) — английский и шотландский футболист, нападающий.

## Карьера

### Клубная карьера
Карьеру начал в «Уимблдоне» присоединившись к молодёжному составу клуба в 2003 году. В период между 2003 и 2008 годами Маки играл в клубах Первой Футбольной лиги Англии «Милтон-Кинс Донс» и «Эксетер Сити». В 2005 году был отдан в аренду клубу из города Саттон с одноимённым названием «Саттон Юнайтед».
В 2008 году был продан в клуб второй английской лиги «Плимут Аргайл». В мае 2009 года подписал контракт с лондонским «Куинз Парк Рейнджерс».

### В сборной
24 августа 2010 года Маки будучи игроком «Куинз Парк Рейнджерс» получает вызов в сборную Шотландии от главного тренера Крейга Лейвейна. Первый гол за сборную забил в товарищеской игре против Фарерских островов.

## Достижения
«Куинз Парк Рейнджерс»
- Чемпионат Футбольной лиги Англии: 2010/11 (1-е место, выход в Премьер-лигу).